# Китай на зимних Олимпийских играх 1998
Китайская народная республика участвовала в зимних Олимпийских играх 1998, и завоевала восемь медалей.

## Медалисты
| Медаль  | Спортсмен                                    | Вид спорта       | Дисциплина               |
| ------- | -------------------------------------------- | ---------------- | ------------------------ |
| Серебро | Сюй Наньнань                                 | Фристайл         | Женщины, акробатика      |
| Серебро | Ань Юйлун                                    | Шорт-трек        | Мужчины, 500 м           |
| Серебро | Ли Цзяцзюнь                                  | Шорт-трек        | Мужчины, 1000 м          |
| Серебро | Ян Ян (S)                                    | Шорт-трек        | Женщины, 500 м           |
| Серебро | Ян Ян (S)                                    | Шорт-трек        | Женщины, 1000 м          |
| Серебро | Ян Ян (A) Ян Ян (S) Ван Чуньлу Сунь Даньдань | Шорт-трек        | Женщины, эстафета 3000 м |
| Бронза  | Ли Цзяцзюнь Фэн Кай Юань Е Ань Юйлун         | Шорт-трек        | Мужчины, эстафета 5000 м |
| Бронза  | Чэнь Лу                                      | Фигурное катание | Женщины                  |